# Шамотули
Шамоту̀ли (на полски: Szamotuły; на немски: Samter) е град в Полша, Великополско войводство. Административен център е на Шамотулийски окръг, както и на градско-селската Шамотулийска община. Заема площ от 11,08 км2.

## Личности
Родени в Шамотули:
- Ян Джонстън (1603 – 1675) – полски лекар и естествоизпитател
- Филип Шарвенка (1847 – 1917) – германско-полски композитор
- Максимилиан Ченжки (1898 – 1951) – германски криптограф

## Побратимени градове
Побратимени градове на Шамотули са:
- Бриньол, Франция
- Грос-Герау, Германия
- Тийлт, Белгия
- Брунико, Италия

## Галерия
- Замъкът Горка, гледка от парка
- Готическата църква
- Барокова църква на Светия Кръст
- Фонтан в стария парк
- Паметник на офицера и криптограф Максимилиан Ченжки